# Герб Калмыкии
Герб Республики Калмыкия (калм. Хальмг Таңhчин сүлд) — государственный символ Республики Калмыкия. Утверждён 30 июля 1993 года постановлением Парламента Республики Калмыкия. Зарегистрирован за № 150 в Государственном геральдическом регистре Российской Федерации.

## История
В октябре 1990 года Верховный Совет Калмыкии объявил о провозглашении суверенитета республики. 18 октября 1990 года Верховный Совет Калмыцкой Автономной ССР принял Декларацию о государственном суверенитете, в соответствии с которой Калмыцкая АССР была преобразована в Калмыцкую ССР — Хальмг Тангч. Отражения на гербе и флаге это изменение не нашло. Постановлением Верховного Совета от 20 февраля 1992 года № 336-IX Калмыцкая ССР была переименована в Республику Калмыкия — Хальмг Тангч. В соответствии с Постановлением Президиума Верховного Совета Калмыцкой ССР — Хальмг Тангч от 7 июня 1991 г. № 243-П −1Х в республике был объявлен конкурс по созданию новых государственных символов Калмыцкой ССР — Хальмг Тангч. В октябре 1992 года Верховным Советом Республики Калмыкия — Хальмг Тангч были утверждены Государственный флаг и Государственный гимн Республики Калмыкия — Хальмг Тангч. Однако по Государственному гербу Президиум Верховного Совета принял Постановление о продолжении конкурса. Итоги конкурса должны были быть подведены 20 января 1993 года. Однако окончательные итоги конкурса по гербу республики были подведены в июле 1993 года. 30 июля 1993 года Парламент Республики Калмыкия — Хальмг Тангч постановлением № 64-IX утвердил новый государственный герб Республики Калмыкия-Хальмг Тангч. Автор герба — Б. Б. Эрднеев.
8 февраля 1994 года постановлением Парламента Республики Калмыкия — Хальмг Тангч № 148-IX было утверждено Положение о государственном гербе. 11 июня 1996 года был принят Закон № 44-I-3 «О государственных символах Республики Калмыкия». Указанным Законом в соответствии со Степным Уложением (Конституцией) Республики Калмыкия определяется порядок, место и время использования государственных символов Республики Калмыкия.

## Описание
В ст.9 Закона Республики Калмыкия «О государственных символах Республики Калмыкия» содержится следующее описание герба республики:
"«Государственный герб Республики Калмыкия — Хальмг Тангчин сюлде представляет собой изображение „Улан зала“ и „Хадак“ в круге золотисто-желтого цвета в обрамлении национального орнамента „зег“ на голубом фоне, в основании которого лепестки цветка белого лотоса. В верхней части герба — изображение древнего символа Дербен Ойратов — четыре скрепленных между собой круга».
Четыре скреплённых между собой круга — символ племенного союза этнических предков калмыков. Улан зала — красная кисточка на головном уборе, которую в 1437 году правитель Тогон-тайши приказал в обязательном порядке носить всем ойратам (калмыкам). Хадак — белый шёлковый шарф, подношение верующих в храме,
символ мирных взглядов, добра, щедрости, изобилия. «Хадак» изображен на гербах Республики Тыва и Агинского Бурятского автономного округа (ныне — Агинский Бурятский округ в составе Забайкальского края). Золотистый цвет — цвет ламаизма, солнца; голубой — цвет неба, вечности и постоянства. Изображение в гербе Калмыкии национального орнамента «зег» идентично национальному орнаменту «тумен насан» в гербе Монголии и бурятскому орнаменту «алхан хээ» на флаге Усть-Ордынского Бурятского автономного округа (ныне — Усть-Ордынский Бурятский округ в составе Иркутской области).